# Vis Basket Cervia 2007-2008
Rosa Tecno Allarmi Cervia 2007-2008